# Misciano (Montoro)
Misciano è una delle quindici frazioni del comune di Montoro, già Montoro Inferiore, in provincia di Avellino. È situata tra le frazioni di San Pietro, Piazza di Pandola, con cui condivide la parrocchia, e Torchiati.

## Storia
Il paese conta svariati edifici antichi alcuni dei quali resistenti al terremoto dell'Irpinia del 1980, altri invece non ancora ristrutturati.

## Eventi
Il paese ospita la festa in onore del patrono santo Stefano Protomartire, il festival canoro "Do Re Misciano", che si svolge nella prima decade di agosto, e la rappresentazione della Via Crucis organizzata fin dai primi anni ottanta.